# Malegaon
Malegaon è una città dell'India di 409.190 abitanti, situata nel distretto di Nashik, nello stato federato del Maharashtra. In base al numero di abitanti la città rientra nella classe I (da 100.000 persone in su).

## Geografia fisica
La città è situata a 20° 34' 31 N e 74° 33' 31 E.

## Società

### Evoluzione demografica
Al censimento del 2001 la popolazione di Malegaon assommava a 409.190 persone, delle quali 208.744 maschi e 200.446 femmine. I bambini di età inferiore o uguale ai sei anni assommavano a 71.671, dei quali 36.540 maschi e 35.131 femmine. Infine, coloro che erano in grado di saper almeno leggere e scrivere erano 269.080, dei quali 146.628 maschi e 122.452 femmine.